# Myszarka bałkańska
Myszarka bałkańska (Apodemus epimelas) – gatunek gryzonia z rodziny myszowatych (Muridae), występujący na Półwyspie Bałkańskim.

## Systematyka
Myszarka bałkańska została opisana naukowo w 1902 roku przez A. Nehringa. Była zaliczana jako podgatunek myszarki skalnej (A. mystacinus), jednak obecnie w oparciu o dane morfologiczne i genetyczne jest uznawana za odrębny gatunek. Prazypuszczalnie gryzonie te pochodzą od myszarek skalnych, które w plejstocenie przekroczyły pomost lądowy w miejscu dzisiejszej cieśniny Bosfor (od około 20 do 10 tysięcy lat BP) i zostały odizolowane genetycznie po jego przerwaniu.

## Biologia
Myszarka bałkańska występuje w Chorwacji w tym na wyspach Korčula i Mljet, w Bośni i Hercegowinie, Czarnogórze, Serbii, Kosowie, Albanii, Macedonii Północnej, Bułgarii i Grecji. Jest spotykana od poziomu morza do 1600 m n.p.m., zamieszkuje skaliste tereny rzadko porośnięta trawami i krzewami, prowadzi naziemny tryb życia

## Populacja
Myszarka bałkańska występuje na dużym obszarze, w sprzyjającym środowisku jest liczna, jej populacja jest stabilna. Nie są znane zagrożenia dla gatunku, jest on uznawany za gatunek najmniejszej troski.